# ألانا بارتول
ألانا بارتول هي مربية وفنانة كندية، ولدت في 15 يونيو 1981 في هاليفاكس في كندا.

## وصلات خارجية
- الموقع الرسمي